# Slow Focus
Slow Focus — третий студийный альбом британского электронного музыкального дуэта Fuck Buttons, который вышел 22 июля 2013 года на лейбле ATP Recordings. Альбом получил в целом положительные отзывы музыкальных критиков, достиг тридцать шестого места в британском музыкальном чарте UK Albums Chart, впервые в карьере группы попав в национальный топ-40. Многие издания, включая NME, Pitchfork и Rolling Stone назвали его одним из лучших дисков года.

## Отзывы
| Совокупная оценка | Совокупная оценка |
| Источник          | Оценка            |
| ----------------- | ----------------- |
| AnyDecentMusic?   | 7.8/10            |
| Metacritic        | 81/100            |
| Оценки критиков   |                   |
| Источник          | Оценка            |
| AllMusic          | [ 5 ]             |
| The A.V. Club     | B+                |
| The Guardian      | [ 7 ]             |
| The Independent   | [ 8 ]             |
| NME               | 8/10              |
| Pitchfork         | 8.7/10            |
| Q                 | [ 11 ]            |
| Rolling Stone     | [ 12 ]            |
| Spin              | 8/10              |
| Tiny Mix Tapes    | [ 14 ]            |
| Uncut             | 8/10              |

Альбом получил положительные отзывы музыкальных критиков.
На сайте Metacritic, который присваивает средневзвешенную оценку из 100 баллов отзывам основных критиков, альбом получил средний балл 81, основанный на 21 отзывах, что означает «в целом благоприятные отзывы».
Майк Мэдден, написавший для Consequence of Sound, описал альбом как «семидорожечный аттракцион, в котором чередуются мрачный и стеклянный, бодрящий и тёмный», отметив, что «в целом это довольно эпический материал». Критик Drowned in Sound Анджей Луковски отметил, что Slow Focus демонстрирует «странную, инопланетную отстранённость» с «током угрозы», но заявил, что альбом «не отчуждает, он другой, и побродить по его незнакомым ландшафтам — одно удовольствие». В своей рецензии для The Guardian, где он отметил, что Slow Focus «кажется немного более коммерческим, чем его предшественник, хотя такие вещи, очевидно, относительны», Алексис Петридис заключил, что «единственная реальная реакция — слушать и охать». Рецензент NME Ноэль Гарднер выразил мнение, что альбом «всепоглощающий и неизменно впечатляющий с самого начала», и заявил, что группа «может гордиться тем, чего она продолжает добиваться».
Хизер Фарес из AllMusic отметил, что в альбоме группе «удаётся вместить больше красоты, угрозы и меланхолии в меньшее количество песен, а контраст между взрывоопасными и парящими моментами стал острее, чем когда-либо. Действительно, включение песни Tarot Sport „Olympians“ в церемонию открытия летних Олимпийских игр 2012 года стало самым ярким подтверждением того, что Fuck Buttons умеют делать грандиозные заявления. Здесь это подтверждается огромным размером и размахом „Brainfreeze“, где огромные барабаны и роящиеся синтезаторы, которыми дуэт славится с самого начала, объединяются в Power and Hung’s версию рок-гимна. Slow Focus — это Fuck Buttons в режиме сверхновой, когда песни взрываются в эпики, охватывающие несколько эмоций в своих длинных дугах (относительно небольшая „Year of the Dog“ — исключение, подтверждающее правило, с её крупным планом на детали дуэта). Хотя несколько песен переваливают за десятиминутную отметку, они никогда не кажутся раздутыми — в любом случае, Slow Focus — это одна из самых ярких, кинетических музык Fuck Buttons, которая движется так, что кажется совершенно естественной, если не совсем ожидаемой: отдалённо подвывающий саксофон софт-рока присоединяется к рикошетящим битам и электронике в „The Red Wing“, возвышая песню так, что она одновременно ослепляет и сбивает с толку. Но как бы ни были впечатляющи начальные залпы Slow Focus, пик альбома, как и подобает, наступает не сразу. Разрушительные ритмы „Sentients“ и бормотание андроидов гипнотически жуткие, повторяя и увеличивая некоторые территории, пройденные Boards of Canada на „Tomorrow’s Harvest“; „Prince’s Prize“, кажется, довольствуется тем, что перебивает свои сложные и немного безумные арпеджио взрывами шума, пока хлопающий ритм не добавляет причудливый — но нежелательный — элемент танцпола; а „Stalker“ умудряется не только быть пропульсивным и гулким одновременно, но и избегает рабского почтения к Джону Карпентеру. С каждым альбомом Пауэр и Хунг ведут Fuck Buttons в гораздо большем направлении после Street Horrrsing, чем можно было себе представить, и Slow Focus представляет собой одну из их самых мастерских и, кажется, не требующих усилий музыкальных композиций».

### Итоговые списки
| Публикация      | Список                       | Ранг | Ссылка        |
| --------------- | ---------------------------- | ---- | ------------- |
| The A.V. Club   | The 23 Best Albums of 2013   | 12   | [ 19 ]        |
| Bleep           | Top Albums of the Year 2013  | 9    | [ 20 ] [ 21 ] |
| Clash           | Clash’s Top Albums of 2013   | 19   | [ 22 ]        |
| Crack Magazine  | Top 100 Albums of 2013       | 44   | [ 23 ]        |
| musicOMH        | Top 100 Albums of 2013       | 36   | [ 24 ]        |
| NME             | NME’s 50 Best Albums of 2013 | 40   | [ 25 ]        |
| Pitchfork       | Top 50 Best Albums of 2013   | 46   | [ 26 ]        |
| Rolling Stone   | 50 Best Albums of 2013       | 48   | [ 27 ]        |
| Slant Magazine  | The 25 Best Albums of 2013   | 19   | [ 28 ]        |
| Under the Radar | Top 125 Albums of 2013       | 91   | [ 29 ]        |

«N/A» означает вкоючение в список без указания места.

## Список композиций
Слова и музыка всех песен — Fuck Buttons.
| №  | Название          | Длительность |
| -- | ----------------- | ------------ |
| 1. | «Brainfreeze»     | 8:33         |
| 2. | «Year of the Dog» | 4:38         |
| 3. | «The Red Wing»    | 7:48         |
| 4. | «Sentients»       | 6:24         |
| 5. | «Prince's Prize»  | 4:22         |
| 6. | «Stalker»         | 10:08        |
| 7. | «Hidden Xs»       | 10:12        |

## Чарты
| Чарт (2013)                      | Высшая позиция |
| -------------------------------- | -------------- |
| Бельгия/Фландрия (Ultratop)      | 48             |
| Бельгия/Валлония (Ultratop)      | 138            |
| Великобритания (UK Albums Chart) | 36             |